# Atletica leggera ai Giochi della III Olimpiade - Triathlon
La gara del triathlon dei Giochi della III Olimpiade si tenne dal 1º al 2 luglio 1904 a Saint Louis.

## Risultati
| Posizione | Paese           | Atleta        | Età          | Punti |
| --------- | --------------- | ------------- | ------------ | ----- |
| Oro       | Stati Uniti     | Max Emmerich  | 25           | 35,7  |
|           | 100 iarde: 10"6 | Lungo: 6,55 m | Peso: 9,80 m |       |
| Argento   | Stati Uniti     | John Grieb    | 25           | 34,0  |
| Bronzo    | Stati Uniti     | William Merz  | 26           | 33,9  |